# الأسمرات
الأسمرات هي منطقة تقع في حي المقطم بمحافظة القاهرة في مصر. تم إنشاؤها لتطوير المناطق العشوائية في القاهرة، وتتمثل في مشروع على ثلاث مراحل على مساحة 185 فدان تقريبا، يعتبر أكبر المشاريع للقضاء على المناطق العشوائية، واستوعب أكثر من 15 ألف أسرة حتى الآن. تم الانتهاء من المدينة بالكامل، وتم تسكين المرحلتين الأولى والثانية، وجاري التسكين في المرحلة الثالثة، عدد وحدات المدينة 18420 وحدة سكنية.

## مراحل المدينة

### الأسمرات 1
أنشئت المرحلة على مساحة 65 فداناً وتضم 6258 وحدة سكنية بتكلفة حوالي 850 مليون جنيه، فضلاً عن إنشاء مدرسة تعليم أساسي و240 محلاً تجارياً بتمويل من موازنة محافظة القاهرة وصندوق تطوير العشوائيات.

### الأسمرات 2
أنشئت المرحلة الثانية على مساحة 61 فدانا وتضم 4722 وحدة سكنية، بخلاف إنشاءات المباني الخدمية والمرافق. بتكلفة حوالي 700 مليون جنيه، وايضاً مدرسة للتعليم الأساسي و110 محلاً تجارياً بتمويل من صندوق تحيا مصر.

### الأسمرات 3
أنشئت المرحلة الثالثة على مساحة 62 فدانا، وتضم 7440 وحدة سكنية (أرضي + 9 أدوار متكررة) بتكلفة مليار جنيه، نقل إليها سكان منطقة أكشاك أبو السعود ومناطق أخرى.

## الخدمات
المشروع يتكون بمراحله الثلاثة عدد من المبانى الخدمية للمشروع، ومجمع مدارس لمراحل التعليم المختلفة، ودور حضانة، ومراكز طبية ووحدة صحية، ومراكز رياضية وملاعب مكشوفة، ومركز شرطة ومركز للمطافئ ومراكز لإسعاف ومراكز للبريد ومسرح كبير.

## الوحدات السكنية
كل وحدة سكنية (شقة) مجهزة مجاناً بكل المرافق الأساسية والأثاث والأجهزة المنزلية، أي جاهزة للسكن مباشرةً، مع التزام الساكن بدفع مبلغ شهري يبلغ 400 جنيه مصري.